# Beta Doradus
Beta Doradus (kurz β Dor) ist der zweithellste Stern im am südlichen Nachthimmel gelegenen Sternbild Schwertfisch. Der Stern zählt zu den hellsten Cepheiden-Veränderlichen am Nachthimmel. Die Helligkeit des gut 1000 Lichtjahre entfernten gelben Überriesen schwankt mit einer Periode von 9,8426 Tagen zwischen 3,46 mag und 4,08 mag.